# Товкачка

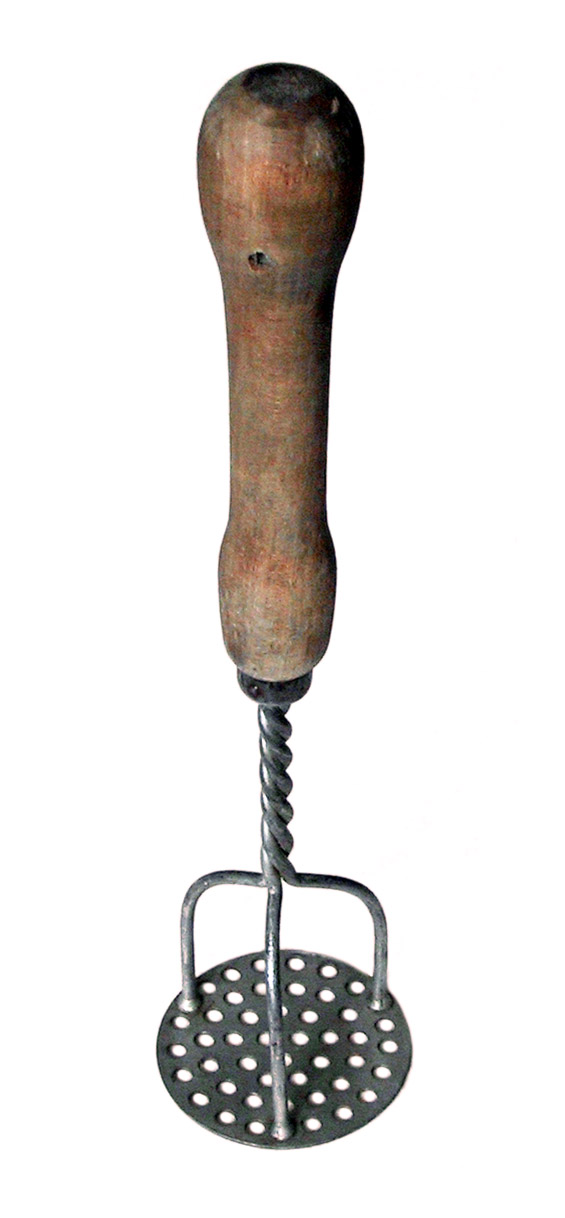
Один з варіантів товкачки.

Товка́чка, м'ялка — різновид кухонного начиння для приготування різних м'яких за своєю консистенцією страв.
Товкачка складається з вертикальної прямої чи вигнутої ручки і горизонтальної пластини, за допомогою якої розминають ту чи іншу субстанцію. Головка може мати напівкруглу форму з довгими поздовжніми щілинами або, наприклад, являти собою металеву шайбу з отворами.
В Англії в Вікторіанську епоху товкачки робили з дерева, сучасні виготовляють, як правило, з металу або пластику. Пластину зазвичай виготовляють з металу, а сучасні товкачки можуть являти собою цільну конструкцію, що закінчується хвилеподібним елементом для розминання або круглою головкою з ґратами. Оригінальний дизайн товкачки запатентував Лі Копмен, який любив пюре з грудками, в 1847 році, хоча вважають, що першим спеціальне пристосування для розминання картоплі зробив француз Антуан Пармантьє. До XVIII століття товкачки вже набули значного поширення в Європі та північноамериканських колоніях, до початку XX століття ставши повсякденним і доступним атрибутом: наприклад, у 1908 році у Великій Британії дерев'яна товкачка разом з виготовленням коштувала 4 центи. У СРСР товкачку, як правило, робили з дерева у формі «дзвона», з прямими й іноді фігурними ручками.
Найбільшою у світі колекцією товкачок володіє німецький колекціонер Рольф Шольц. Ця колекція, що нараховує 243 варіанти цього начиння, привертала увагу німецької преси.
Товкачки використовують переважно в домашніх господарствах, проте іноді і в установах громадського харчування. З допомогою товкачок готують різні страви, в першу чергу картопляне пюре, звідки, приміром, походить її російська назва (рос. картофелемялка), а також, наприклад, яблучне пюре або пюре з овочів і баштанних культур, яєчні салати й смажені боби, деякі види соусів.